# Ольшаны (Волочисский район)
Ольшаны (укр. Вільшани) — село в Волочисском районе Хмельницкой области Украины.
Население по переписи 2001 года составляло 7 человек. Почтовый индекс — 31214. Телефонный код — 3845. Занимает площадь 0,01 км². Код КОАТУУ — 6820984702.

## Местный совет
31200, Хмельницкая обл., Волочисский р-н, с. Вочковцы